# 立野香菜子
立野 香菜子（たての かなこ、1月4日 - ）は、日本の女性声優。宮城県仙台市出身。青二プロダクション所属。

## 略歴
青二塾東京校19期卒業。

## 人物
趣味はミュージカル鑑賞、航空機鑑賞、空想。

## 出演
太字はメインキャラクター。

### テレビアニメ
2000年
- 勝負師伝説 哲也（少年イ、男の子）
- 週刊ストーリーランド（子供）

2001年
- キャプテン翼（2001年 - 2002年、部員B、南葛小GK / 南葛GK、日向勝）
- 激闘!クラッシュギアTURBO（2001年 - 2003年、胡麻野シンノスケ、金 龍乗〈少年時代〉、鷲田ヒロシ、愛田コウメ、篠宮リン、クラッシュ・メェリー、李春、スティーブ・ダグラス、青森ユキヒコ）
- FF：U 〜ファイナルファンタジー:アンリミテッド〜（異界の人B）
- RAVE（チーノ、メロディア、リリス・ニーナ）

2002年
- Witch Hunter ROBIN（加山理彩、婚約者、機械音声）
- Kanon（第1作）（看護婦、女子生徒）
- ふぉうちゅんドッグす（コースケ）
- フォルツァ!ひでまる（フローレンス、ガルシア）

2003年
- L/R -Licensed by Royal-（ジュリア）
- クラッシュギアNitro（近藤ハジメ、船木先生、アルドンサ、相手女優）
- 出撃!マシンロボレスキュー（水島亮、客室乗務員、主任）
- 成恵の世界（工藤杏子）
- 魔獣戦線 THE APOCALYPSE（リヴァイアサン）
- ONE PIECE（ロンゴ）

2004年
- 陰陽大戦記（2004年 - 2005年、間宮ユミ、案内係、甘霧のクラダユウ、弟、受付、畑の女性、巫女）
- B-伝説! バトルビーダマン（バークハート）

2005年
- パタリロ西遊記!（ナタ三太子）
- ビューティフル ジョー（子供）

2006年
- うっかりペネロペ（薬屋のおばさん）
- Ergo Proxy（ガタリ、ポリスニャール、アントラージュ）
- おとぎ銃士 赤ずきん（2006年 - 2007年、白雪姫）
- ちょこッとSister（小隅ますみ）

2007年
- 電脳コイル（少年B）
- MOONLIGHT MILE（ウェイトレス、記者A、レポーター、女性レポーター） - 2シリーズ

2008年
- ポルフィの長い旅（ルネ）
- 夜桜四重奏 〜ヨザクラカルテット〜（子供達）

2015年
- 放課後のプレアデス（いつき）

### 劇場アニメ
- 機動戦士ガンダム MS IGLOO（2004年、キム・ハラミ甲板士）
- スチームボーイ（2004年、ジョン[要出典]）
- AIR（2005年、観鈴の同級生[14]）
- なぜ生きる 蓮如上人と吉崎炎上（2016年、聴衆）

### OVA
2000年
- 伝心 まもって守護月天!（女子生徒）

2003年
- HAND MAID マイ（舛田恭子）

2005年
- イリヤの空、UFOの夏（清美）
- おとぎ銃士 赤ずきん（白雪姫）

2007年
- テイルズ オブ シンフォニア THE ANIMATION（2007年 - 2010年、コリン） - 2シリーズ
- やわらか三国志 突き刺せ!! 呂布子ちゃん（ナミ）

### Webアニメ
- ブラック・ジャック（2001年 - 2002年、看護婦B、保母、観客D〈女〉、看護婦、光男）
- 幕末機関説 いろはにほへと（2006年、娘1、客、客2）
- 放課後のプレアデス（2011年、いつき）

### ゲーム
2001年
- 焼肉奉行（ミス・アメリカ）

2002年
- 絶体絶命都市（比嘉夏海）
- 虹色ドッジボール 乙女たちの青春（神保瀬名）

2003年
- サモンナイト3（クノン）
- テイルズ オブ シンフォニア（コリン）

2005年
- サモンナイトエクステーゼ 夜明けの翼
- ソウルキャリバーIII（エイミ・ソレル）

2006年
- サモンナイト4（クノン）
- 絶体絶命都市2 -凍てついた記憶たち-（比嘉夏海）
- パチプロ風雲録5〜青春篇（リリー松嶋）
- ルーンファクトリー -新牧場物語-（セシリア）
- レッスルエンジェルス サバイバー（ナスターシャ・ハン、シンディー・ウォン）

2007年
- SDガンダム GGENERATION（2007年 - 2009年、ラ・ミラ・ルナ 他） - 2作品
- パチプロ風雲録6〜情熱篇（リリー松嶋、西野里佳子）
- Wonderland ONLINE（サシャ）

2008年
- ソラユメ（守永皐月〈少女時代〉）
- ルーンファクトリー2（セシリア、ロイ）
- レッスルエンジェルス サバイバー2（ナスターシャ・ハン、シンディー・ウォン）

2009年
- 絶体絶命都市3 -壊れゆく街と彼女の歌-（比嘉夏海）
- 旋光の輪舞DUO（ラナタス）
- ときめきメモリアル4（エリサ・D・鳴瀬）
- なりそこない英雄譚〜太陽と月の物語〜（パニーニ）
- 龍が如く3

2011年
- どきどきすいこでん（八雲公佳）

2013年
- テイルズ オブ シンフォニア ユニゾナントパック（コリン）

2016年
- サモンナイト6 失われた境界たち（クノン）
- 嫁コレ（いつき）

2018年
- 絶体絶命都市4Plus -Summer Memories-（比嘉夏海）

2021年
- アカシッククロニクル〜黎明の黙示録（葉月）

### ドラマCD
- 神無ノ鳥 ビジュアルファンブック付属ドラマCD（2002年、入江和江）
- アルトネリコ2 世界に響く少女たちの創造詩 ドラマCD Vol.2 SIDE クローシェ（レン）
- 親指からロマンス（東宮千愛）

### 吹き替え
- 追風少年 〜ワンダフル・ライフ〜（シャオ・ユー）

### テレビ
- いきなり!黄金伝説。（コーナーMC）
- 日立 世界・ふしぎ発見!

### その他コンテンツ
- TBSチャンネル（クータンの声）

## ディスコグラフィ

### キャラクターソング
| 発売日        | 商品名                                                                            | 歌                                                                                                   | 楽曲                                                         | 備考                                                  |
| ------------- | --------------------------------------------------------------------------------- | --- | ------------------------------------------------------------ | ----------------------------------------------------- |
| 2006年10月4日 | おとぎ銃士 赤ずきん キャラクターミニアルバム 第1巻 〜赤ずきん・白雪姫・いばら姫〜 | 四つ葉騎士団三銃士                                                                                   | 「笑顔の宝物」                                               | テレビアニメ『おとぎ銃士 赤ずきん』エンディングテーマ |
| 2006年10月4日 | おとぎ銃士 赤ずきん キャラクターミニアルバム 第1巻 〜赤ずきん・白雪姫・いばら姫〜 | 白雪姫（立野香菜子）                                                                                 | 「ジャスミンの涙」                                           | テレビアニメ『おとぎ銃士 赤ずきん』                   |
| 2006年12月6日 | おとぎ銃士 赤ずきん キャラクターミニアルバム 第2巻 〜三銃士&りんご〜              | 白雪姫（立野香菜子）                                                                                 | 「Twinkle-twinkle」                                          | テレビアニメ『おとぎ銃士 赤ずきん』                   |
| 2007年3月7日  | おとぎ銃士 赤ずきん キャラクターミニアルバム 第3巻 〜三銃士&グレーテル〜          | 白雪姫（立野香菜子）                                                                                 | 「ひみつ」                                                   | テレビアニメ『おとぎ銃士 赤ずきん』                   |
| 2009年3月12日 | ときめきメモリアル4 Character Single BOX                                          | エリサ・D・鳴瀬（立野香菜子）                                                                        | 「凛」                                                       | ゲーム『ときめきメモリアル4』                         |
| 2010年3月19日 | ときめきメモリアル4 ボーカル&ストーリーズ Vol.2                                   | エリサ・D・鳴瀬（立野香菜子）                                                                        | 「純情可憐乙女だっCHA」                                      | ゲーム『ときめきメモリアル4』                         |
| 2015年4月15日 | 放課後のプレアデス Blu-ray YouTube版 特典CD                                       | すばる（高森奈津美）、あおい（大橋歩夕）、いつき（立野香菜子）、ひかる（牧野由依）、ななこ（藤田咲） | 「放課後のプレアデス」                                       | Webアニメ『放課後のプレアデス』主題歌                 |
| 2015年5月27日 | ここから、かなたから                                                              | fragments                                                                                            | 「ここから、かなたから」 「Stella-rium 〜fragments cover〜」 | テレビアニメ『放課後のプレアデス』エンディングテーマ  |

### シリーズ一覧
1. ↑  第1期『シルヴァラント編』（2007年）、第2期『テセアラ編』（2010年）
2. ↑  『SPIRITS』（2007年）、『WARS』（2009年）

### ユニットメンバー
1. ↑  赤ずきん（田村ゆかり）、白雪姫（立野香菜子）、いばら姫（沢城みゆき）
2. ↑  高森奈津美、大橋歩夕、立野香菜子、牧野由依、藤田咲